# Maurice Henrijean
Maurice Henrijean, född 13 februari 1903, död 24 oktober 1940, var en friidrottare från Belgien. Han deltog vid olympiska sommarspelen 1924 och olympiska sommarspelen 1928.